# The Killing Floor - Omicidio ai piani alti
The Killing Floor - Omicidio ai piani alti è un film del 2007, diretto da Gideon Raff e interpretato da Marc Blucas, Shiri Appleby, e Reiko Aylesworth.

## Trama
David Lamont è un noto agente letterario specializzato in scrittori horror. Ha da poco traslocato in un attico da sogno a New York, quando comincia a ricevere strane fotografie che sembrano ritrarre scene di efferati delitti commessi proprio nel suo appartamento. Da quel momento in poi l'universo di paura e terrore descritto dai best seller dei suoi clienti, rischia di inghiottirlo definitivamente.